# Pawieł Judin (minister)
Pawieł Aleksandrowicz Judin (ros. Павел Александрович Юдин, ur. 18 maja 1902 w Tule, zm. 10 kwietnia 1956 w Moskwie) – radziecki polityk, ludowy komisarz/minister budownictwa przedsiębiorstw przemysłu ciężkiego ZSRR (1946-1950).

## Życiorys
Od 1917 pracował w tulskiej fabryce broni, od 1918 na kolei, od 1919 w fabryce, od 1925 technik Krymskiej gospodarki wodnej, a 1925-1927 Fergańskiego Zarządu Gospodarki Wodnej. Od 1926 inżynier na budowie elektrowni, 1929 ukończył Moskiewski Instytut Gospodarki Wodnej, od 1930 członek WKP(b), od 1931 główny inżynier i kierownik budowy fabryki w Charkowie, starszy inżynier trustu "Industroj", 1933-1935 na kierowniczych stanowiskach w truście "Burugol" w obwodzie odeskim, od 1935 główny inżynier trustu "Mietałłstroj" w Moskwie, od 1937 zarządca trustu "Kokschimmontaż" w Charkowie. Od 1937 szef Głównego Zarządu Przemysłu Koksochemicznego Ludowego Komisariatu Przemysłu Ciężkiego, 1939 zastępca ludowego komisarza przemysłu paliwowego ZSRR, 1930-1940 zastępca, a 1940-1946 I zastępca ludowego komisarza ds. budownictwa ZSRR, od 19 stycznia 1946 do 29 maja 1950 ludowy komisarz/minister budownictwa przemysłu ciężkiego ZSRR, od 29 maja 1950 do śmierci minister przemysłu materiałów budowlanych ZSRR. Od 14 października 1952 zastępca członka KC KPZR, od 1954 deputowany do Rady Najwyższej ZSRR. Odznaczony Orderem Lenina (30 maja 1952). Jego prochy złożono na Cmentarzu przy Murze Kremlowskim.